# Чокке, Маттиас
Маттиас Чокке (нем. Matthias Zschokke; 29 октября 1954, Берн) — швейцарский писатель и кинорежиссёр, пишет на немецком языке.

## Биография
Окончил театральную школу в Цюрихе, работал с Петером Цадеком в Бохумском театре. С 1980 живёт и работает в Берлине.

## Творчество
Автор романов, драм, киносценариев. Поставил несколько фильмов.

## Произведения

### Проза
- Макс/ Max. München: Ullstein, 1982 (роман; премия Роберта Вальзера)
- Принц Ханс/ Prinz Hans. München: Ullstein, 1984 (роман)
- ErSieEs. München, 1986 (роман)
- Пираты/ Piraten. Frankfurt/Main: Luchterhand Literaturverlag, 1991 (роман)
- Толстый поэт/ Der dicke Dichter. Basel; Köln: Bruckner & Thünker, 1995 (роман)
- Das lose Glück. Zürich: Ammann Verlag, 1999 (роман)
- Ein neuer Nachbar. Zürich: Ammann, 2002 (рассказы)
- Морис с курицей/ Maurice mit Huhn. Zürich: Ammann, 2006 (роман; швейцарская премия Шиллера , премия Фемина зарубежному автору)
- Auf Reisen. Zürich: Ammann, 2008 (повесть)
- Lieber Niels, 2011 (эпистолярная проза)
- Der Mann mit den zwei Augen, 2012

### Драмы
- Слоны не умеют кувыркаться, потому что они толстые или потому что не хотят?/ Elefanten können nicht in die Luft springen, weil sie zu dick sind — oder wollen sie nicht. Berlin: Kiepenheuer,1983
- Брут/ Brut. Berlin: Kiepenheuer, 1986
- Die Alphabeten. Berlin: Kiepenheuer, 1990 (премия Герхарта Гауптмана)
- Der reiche Freund. Berlin: Kiepenheuer, 1994
- Die Exzentrischen. Berlin: Kiepenheuer, 1997
- Die Einladung. Berlin: Kiepenheuer, 2000
- Die singende Kommissarin. Berlin: Kiepenheuer, 2001
- Raghadan. Berlin: Kiepenheuer, 2005

### Фильмы
- Edvige Scimitt, 1985 (Премия немецких кинокритиков)
- Der wilde Mann, 1988 (телефильм, Бернская кинопремия)
- Erhöhte Waldbrandgefahr, 1996

## Признание
Литературная премия г. Берн (2000), литературная премия Золотурна (2006), литературная премия кантона Берн (2006) и др. премии.
Произведения писателя переведены на французский, испанский, японский и др. языки.